# 택시: 더 맥시멈
《택시: 더 맥시멈》(영어: Taxi)은 2004년 공개된 미국의 영화이다. 뤼크 베송 감독의 1998년 프랑스 영화 《택시》를 리메이크한 작품으로, 팀 스토리가 감독하였다. 그리고 퀸 라티파와 지미 팰런, 지젤 번천이 출연하였다.

## 출연
- 퀸 라티파 - 벨 윌리엄스
- 지미 팰런 - 앤디 워슈번
- 지젤 번천 - 버네사
- 헨리 사이먼스 - 제시
- 제니퍼 에스포지토 - 마타 로빈스 중위
- 아나 크리스티나 드올리베이라
- 잉리트 판데보스
- 마갈리 아마데이
- 크리스천 케인
- 제프 고든 (카메오 출연)